# Smithson Tennant

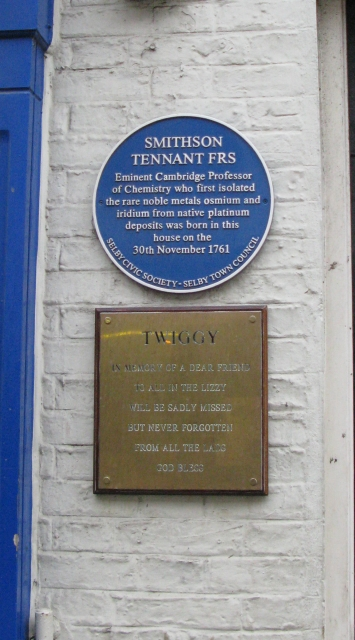
Tablica upamiętniająca Smithsona Tennanta, urodzonego w 1761 r. Ustawiona przez Społeczeństwo Obywatelskie i Radę Miasta Selby

Smithson Tennant (ur. 30 listopada 1761 Selby w hrabstwie Yorkshire, zm. 22 lutego 1815 Boulogne-sur-Mer) – angielski lekarz, chemik i botanik, odkrywca pierwiastków iryd (1803) i osm (1803 wraz z Williamem Hyde’em Wollastonem). Pierwiastki te zostały zidentyfikowane w osadzie powstałym po rozpuszczaniu wodą królewską nieoczyszczonej platyny (platyny rodzimej), zawierającej jako zanieczyszczania między innymi iryd (w postaci platynoirydu) i osm. Początkowo jedynie osm został wydzielony przez naukowców w postaci rodzimej (obok żelaza, rodu, palladu i rutenu). Pozostałość zawierała dodatkowo czarny osad, który uznawany był przez innych badaczy za tlenki (Victor Collet-Descotils, Antoine François de Fourcroy i Louis Nicolas Vauquelin) lub grafit (Joseph Proust). Tennant udowodnił, że osad zawiera jeszcze jeden dodatkowy pierwiastek, ponieważ po potraktowaniu osadu najpierw wodorotlenkiem sodu a następnie kwasem solnym otrzymał ciemnoczerwone kryształy (prawdopodobnie Na2[IrCl6]·nH2O). Żaden ze znanych Tennantowi pierwiastków nie tworzył w następstwie tych reakcji podobnych kryształów.
W 1791 udowodnił, że dwutlenek węgla składa się wyłącznie z atomów tlenu i węgla co postulował Antoine Lavoisier. Ustalił także proporcje pomiędzy węglem i tlenem w tym związku, dzięki reakcji fosforu z węglanem wapnia. Dzięki tym badaniom odkrył również fosforan wapnia.
W 1797 opracował metodę spalania diamentu. Dzięki analizie gazów powstałych po spaleniu udowodnił, że diament i węgiel drzewny mają ten sam skład chemiczny, czyli składają się z atomów węgla.
Odkrył działanie na rośliny węglanu magnezu zawartego w nawozach dolomitowych, udowodnił, że szmergiel jest w istocie drobnoziarnistym korundem a także opracował możliwą do wykorzystanie w przemyśle metodę wytwarzania potasu, na podstawie reakcji zaproponowanej przez Josepha-Louisa Gay-Lussaca i Louisa-Jacques’a Thenarda.
Od jego nazwiska pochodzi jeden z minerałów – tennantyt. Od 1785 roku był członkiem Royal Society. W 1804 roku otrzymał Medal Copleya.

## Życie
Jego ojcem był Calvert Tennant (nazwany tak na cześć jego babci Phyllis Calvert, wnuczki Ceciliusa Calverta, drugiego barona Baltimore). Jego własne imię wywodzi się od naziska jego babki, Rebeki Smithson, wdowy po Joshui Hitchlingu. Uczęszczał do Beverley Grammar School, a od 1781 roku studiował medycynę na Uniwersytecie Edynburskim po czym w 1986 roku przeniósł się do Emmanuel College Uniwersytetu w Cambridge, gdzie uzyskał w 1988 tytuł Medicinae Baccalaureus. W kolejnych latach studiował botanikę i chemię oraz prowadził badania. W 1796 roku na Uniwersytecie w Cambridge uzyskał stopień doktora medycyny (doktor nauk medycznych). Mniej więcej w tym samym czasie kupił majątek w pobliżu Cheddar, gdzie przeprowadzał eksperymenty rolnicze. W 1813 roku otrzymał tytuł Profesora Chemii Uniwersytetu w Cambridge (tytuł senioralny).

## Dziedzictwo
W 2006 r. przedsiębiorstwo American Elements odkryło nową technologię pozwalającą na odlewanie bezszwowych pierścieni irydowych do wykorzystania w pojazdach kosmicznych i satelitach. W 2016 roku firma wykorzystała tę samą technologię, aby wprowadzić linię irydowych obrączek ślubnych sprzedawanych pod znakiem towarowym Smithson Tennant.

## Źródła
- https://books.google.pl/books?id=sT6KLsd94dYC&pg=PA115&redir_esc=y#v=onepage&q&f=false
- https://books.google.pl/books?id=hYooAQAAMAAJ&redir_esc=y
- http://venn.lib.cam.ac.uk/cgi-bin/search-2018.pl?sur=&suro=w&fir=&firo=c&cit=&cito=c&c=all&z=all&tex=TNNT782S&sye=&eye=&col=all&maxcount=50
- http://www.prweb.com/releases/2016/12/prweb13931356.htm
- https://en.wikisource.org/wiki/1911_Encyclopædia_Britannica/Tennant,_Smithson
- Mary D. Archer, Christopher D. Haley. The 1702 Chair of Chemistry at Cambridge. Cambridge, 2005, ISBN 0-521-82873-2, ISBN 978-0-521-82873-4.
- Harden, Arthur (1898). „Tennant, Smithson”. In Lee, Sidney (ed.). Dictionary of National Biography. 56. London: Smith, Elder & Co.
- Usselman, Melvyn C. „Tennant, Smithson (1761–1815)”. Oxford Dictionary of National Biography (online ed.). Oxford University Press, https://www.oxforddnb.com/view/10.1093/ref:odnb/9780198614128.001.0001/odnb-9780198614128-e-27134;jsessionid=386C541479B0561E42C915A056887F03
- https://www.technology.matthey.com/article/48/4/182-189
- https://books.google.pl/ebooks/reader?id=2T0AAAAAQAAJ&printsec=frontcover&output=reader&pg=GBS.PA38&redir_esc=y#v=onepage&q&f=false
- http://www.platinummetalsreview.com/pdf/196-200-pmr-jul11.pdf